# Landkreuzer Projekt
Le Landkreuzer Projekt (litt. Projet de croiseur terrestre) est un terme désignant un projet allemand d'engins lourds d'artillerie automotrice. Il est directement inspiré du terme anglais Landship utilisé pendant la Première Guerre mondiale pour désigner les premiers chars de combat britanniques. Dans l'esprit de ses concepteurs, ce projet avait pour but de libérer l'artillerie côtière lourde de sa servitude aux voies ferrées et aux encuvements statiques, qui en faisaient une proie facile des bombardements aériens.

## Krupp et l'artillerie lourde

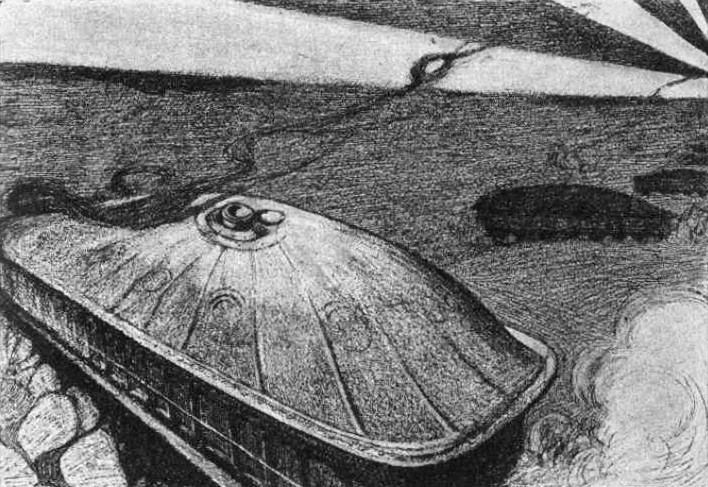
Le Land Ironclad, croiseur terrestre chenillé imaginé par Herbert George Wells dès 1904.

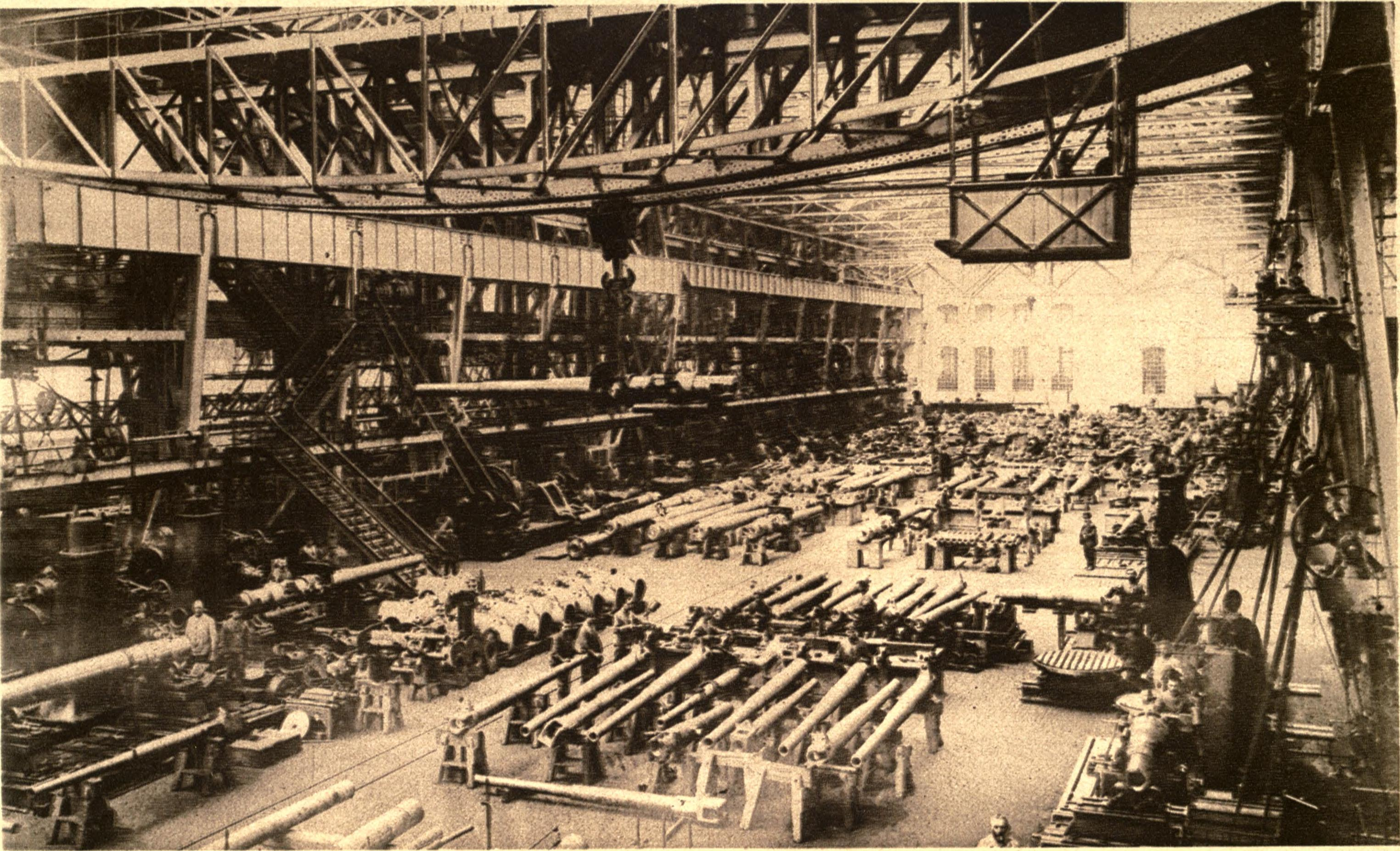
Les usines de canons Krupp pendant la Première Guerre mondiale

Depuis le milieu du XIXe siècle, l'histoire de l'artillerie allemande est indissociablement liée au nom des établissements Krupp. Forts de leur situation de monopole et des faveurs impériales, les établissements Krupp avaient en effet équipé les armées de l'Empire allemand (Prusse mais aussi Royaume de Bavière, Saxe, Wurtemberg, etc.) d'un arsenal éclectique d'obusiers, de canons, de pièces de montagne et de mortiers lourds de tout calibre assurant aussi l'armement de la Kaiserliche Marine (K Marine) allemande — son concurrent Skoda faisant de même côté autrichien.
Fortement impliqué également dans la construction ferroviaire, Krupp avait aussi développé une vaste gamme de pièces lourdes sur voies ferrées à la veille de la Première Guerre mondiale.
Par ailleurs, Krupp s'investit aussi sérieusement dès 1917 dans l'étude et la construction d'engins militaires chenillés comme l'A7V, élaboré par Mercedes-Benz avec qui le consortium sidérurgique entretenait des rapports très étroits, tant dans ses variantes char de combat qu'engin de transport lourd. Dans la foulée de celui-ci, Krupp développa divers projets, comme de K Panzerkampfwagen, projets auxquels le Traité de Versailles mit un terme sans pour autant que l'armurier allemand ne renonce secrètement à ses recherches (programme Landswerk Krupp A au début des années 1930).
Il ne fait donc aucun doute que l'expérience acquise par les usines Krupp en matière de fabrication d'artillerie super-lourde et d'engins militaires chenillés depuis le début du XXe siècle — en particulier quant au problème de la mobilité de ces armes — entra dès lors grandement en ligne de compte dans l'élaboration de ces projets de Landkreuzern même s'il revint à son concurrent Rheinmetall de développer à partir de 1937 la première pièce lourde à mobilité mixte ferroviaire et chenillée, le Mörser Kärl Gerat, mortier de siège de 600 mm.

## L'artillerie automotrice et les croiseurs terrestres pendant laGrande Guerre

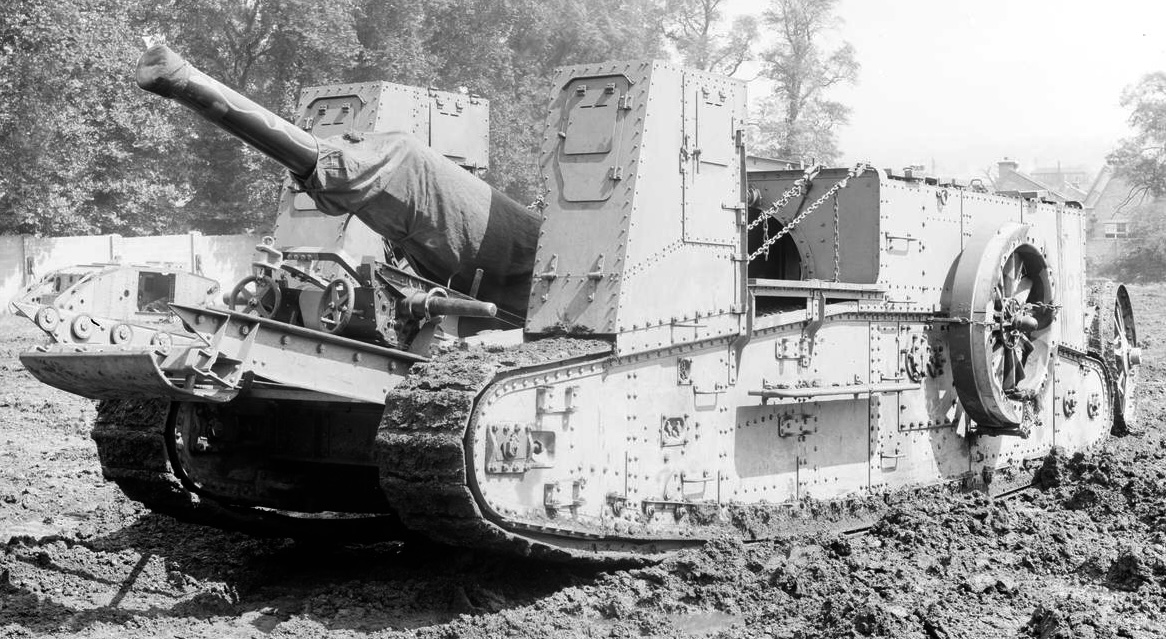
Le Gun Carrier Mk I - 60pdr britannique

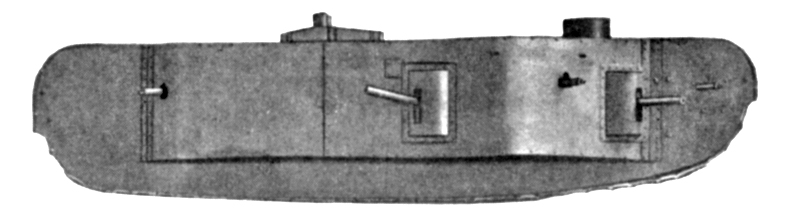
Le projet K de la fin de la Première Guerre mondiale

C'est aux Britanniques qu'échut en fait l'initiative du développement de l'artillerie autopropulsée avec la mise en service du Gun Carrier Mark I armé d'un obusier de 60 pdr en 1916-1917. À cette époque en effet, le major Gregg, un officier ingénieur travaillant pour le principal industriel impliqué dans la construction du Tank Mark I (Metropolitan, Carriage, Wagon and Finance) proposa la construction d'une mule mécanique utilisant des éléments du Mark I. La production d'un prototype fut approuvée dès le 5 juin 1916; l'étude commençant en juillet. Le premier prototype fut présenté au Tank Trials Day tenu à Oldbury le 3 mars 1917. Une commande de cinquante engins fut placée auprès des usines Kitson & Co. de Leeds et la livraison aux troupes débuta en juin pour se terminer le mois suivant.
En dépit du réel succès de l'engin, celui-ci resta le seul de son genre sur les champs de bataille de la Première Guerre mondiale, les autorités militaires préférant se focaliser sur le développement — resté toutefois tout à fait théorique — de croiseurs terrestres ou de chars forteresses multi-tourellés ou armés comme de véritables dreadnoughts de haute mer.
Ces Landships (litt. vaisseaux de terre) doivent une grande part de leur existence aux anticipations militaires d'Albert Robida et de Herbert G. Wells, inspirées par la mise en service de ces navires de guerre ultramodernes transposée à une vision futuriste de la guerre terrestre et auquel l'impasse dans laquelle se trouvait la situation militaire de fin 1916 (après la bataille de Verdun) devait donner — au moins sur le plan purement théorique — un semblant de concrétisation.

## Les projets deForteresses mobilesde l'entre-deux-guerres

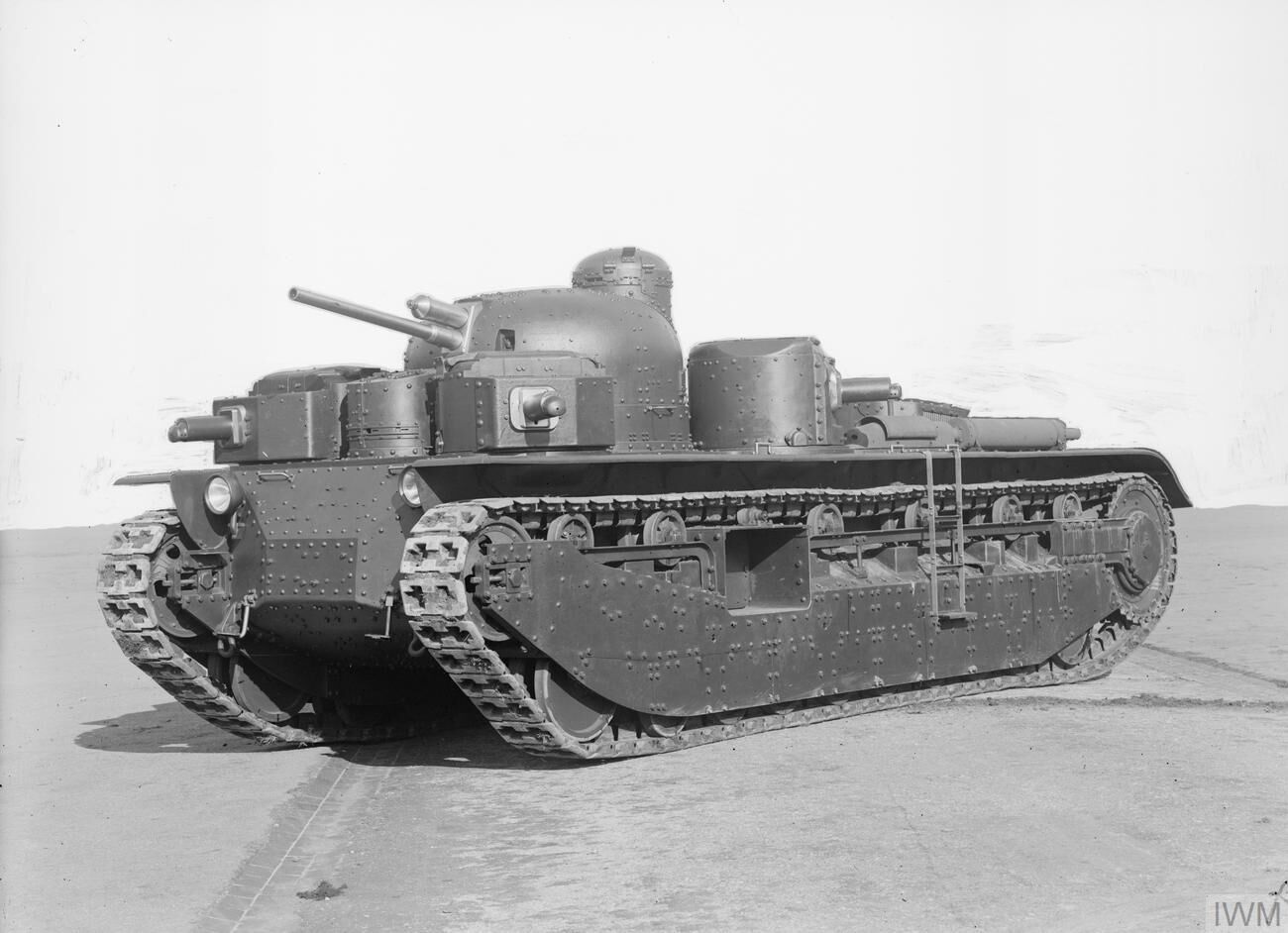
Vickers Independent britannique
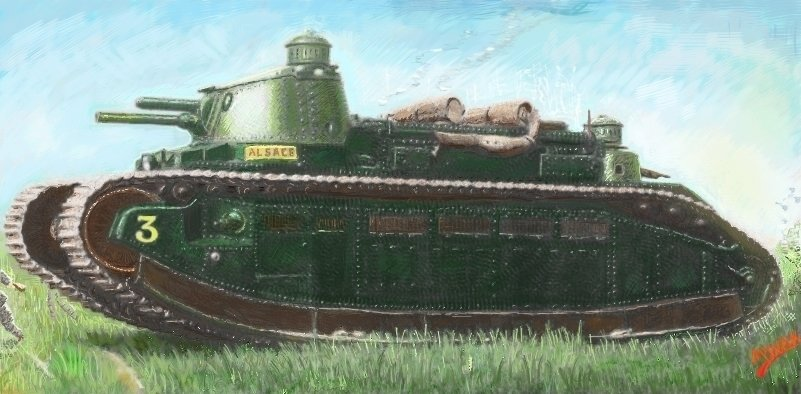
Char 2C français
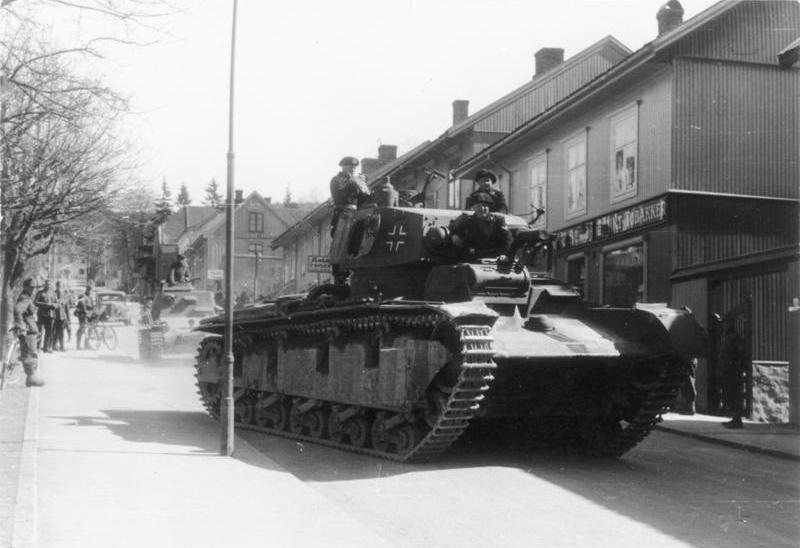
Neubaufahrzeug allemand
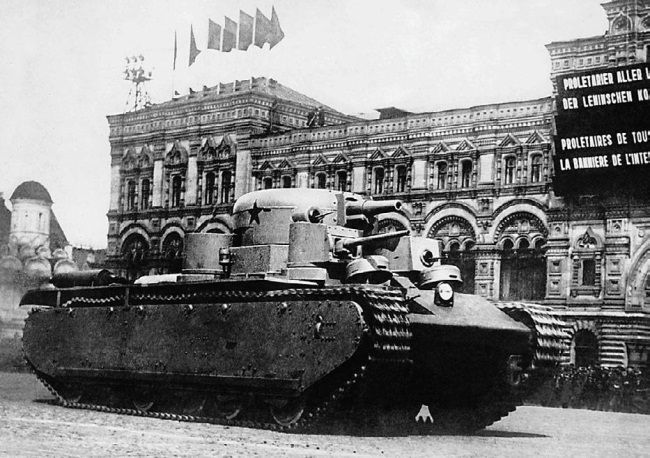
Char T-35 soviétique

## L'artillerie autopropulsée allemande pendant la Seconde Guerre mondiale

### Landkreuzer P. 1000 Ratte

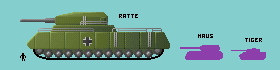
Le P1000 comparé au projet Maus et au char Tigre.

Lors de l'opération Barbarossa, lancée le 22 juin 1941, les déconvenues des Panzer-Divisionen face aux chars moyens T-34/76 et aux lourds KV-1 sont un véritable traumatisme pour l'arme blindée allemande. En décidant de relever ce défi technologique, Hitler met en place plusieurs programmes, dont le développement des Tiger I et des Panther, tout en ordonnant le montage d'un tube long sur les Panzer III et IV. Dans un même temps, et à la suite d'un rapport datant de 1941 sur les matériels blindés soviétiques, il envisage le futur et prévoit la mise en service de « tanks » encore plus puissants au sein de l'armée rouge. Le projet du Panzer VIII Maus répond partiellement à ces menaces. Ces dernières inquiètent également quelques hauts dignitaires allemands, qui tentent de trouver une parade à la course à l'armement qui se dessine entre la Wehrmacht et les forces du Kremlin. Le 23 juin 1942, le directeur Grote et le docteur Hacker, chargés de la production des U-boote au ministère de l'armement, proposent une machine de guerre quasi invulnérable, susceptible de détruire tout ce qui passerait à portée de ses canons. Consulté, le Führer donne son approbation à la conception d'un croiseur terrestre de 1 000 tonnes, baptisé Landkreuzer P.1000.

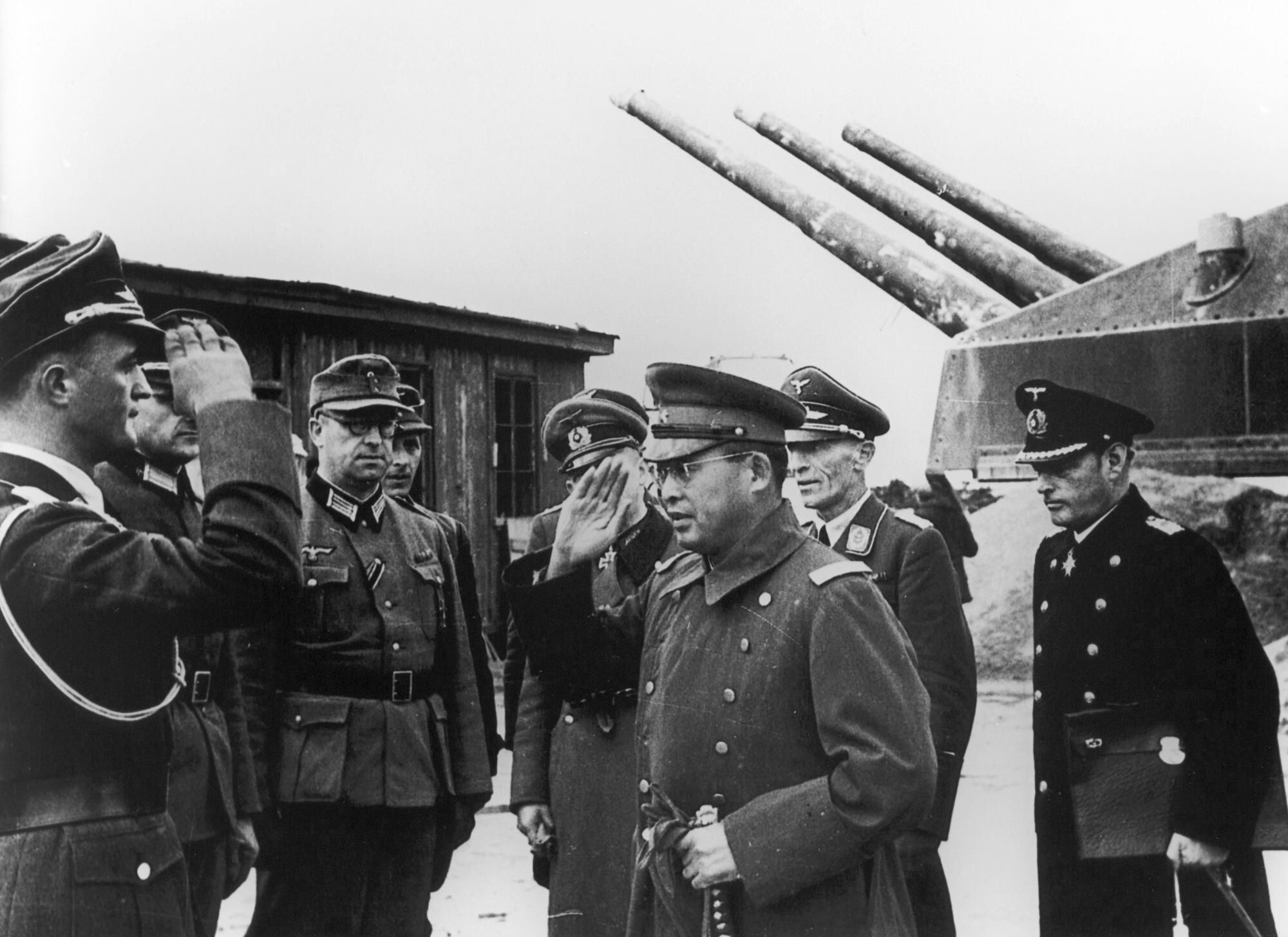
Le KMS Gneisenau fut gravement endommagé au début de 1942, retiré du service et désarmé. Une de ses tourelles fut transformée en batterie côtière en Norvège, vue ici lors de la visite d'un attaché militaire japonais en 1943. Rendre mobiles et autonomes des pièces d'un telle taille tenait de la gageure.

Ultime avatar du char forteresse ou du Landship, le Landkreuzer P. 1000 Ratte aurait dû voir le jour sous la forme d'un véhicule automobile à chenilles d'une masse de 1 000 tonnes et équipé d'une tourelle bi-tube, mais il ne dépassa évidemment jamais le stade de la planche à dessin.
Le 23 juin 1942, Grote, un des directeurs et ingénieurs du ministère de l'armement responsable de la production des U-Boote, en collaboration avec le Dr. Hacker, suggéra l'élaboration d'un char d'assaut d'une masse de 1 000 tonnes. Adolf Hitler lui-même manifesta son intérêt pour ce projet et permit à Krupp de se lancer dans cette direction. Le projet fut désigné par Krupp : P. 1000 Ratte (en allemand, litt : rat). Ce « croiseur terrestre » aurait dû faire 35 mètres de long, 14 mètres de large et 11 mètres de haut. Il aurait été équipé, de chaque côté, de trois chenilles de 1,2 m de largeur, semblables à celles utilisées pour les engins excavateurs des mines de charbon.
Il était prévu d'équiper le P 1000 de deux moteurs MAN V12Z32/44 24 cylindres, des moteurs Diesel de navires affichant une puissance totale de 17 000 chevaux (2 × 8 500 chevaux) ou de huit Daimler-Benz MB501 20 cylindres, moteurs de même type avec une puissance totale de 16 000 chevaux (8 × 2 000 chevaux). Selon les calculs, ces groupes motopropulseurs auraient permis au P. 1000 de se déplacer à la vitesse maximale de 40 km/h.
Le P. 1000 aurait également reçu une variété d'armes telles que deux canons de 280 mm, arme utilisée dans la marine sur le Scharnhorst et le Gneisenau, montés dans une tourelle mobile aux dimensions similaires à celle des navires de guerre, et un canon de 128 mm (identique à celui du Jagdtiger), huit canons de 20 mm Flak 38 et deux canons Mauser MG 151/15 de 15 mm pour sa défense antiaérienne rapprochée.

### Landkreuzer P. 1500Monster

Silhouette comparée du canon allemand Dora avec un lance-missile sol-mer soviétique Scarab contemporain - à puissance égale

Commandé par le ministère de l'armement en décembre 1942 et devant peser 1 500 tonnes et mesurer 42 m sur 18 m, le Landkreuze P. 1500 Monster aurait dû pour sa part servir de plate-forme automotrice au canon Dora de 800 mm. Son équipage d'une centaine de personnes aurait pu aussi utiliser les deux obusiers de 150 mm ou les nombreuses mitrailleuses.

## Des monstres mort-nés

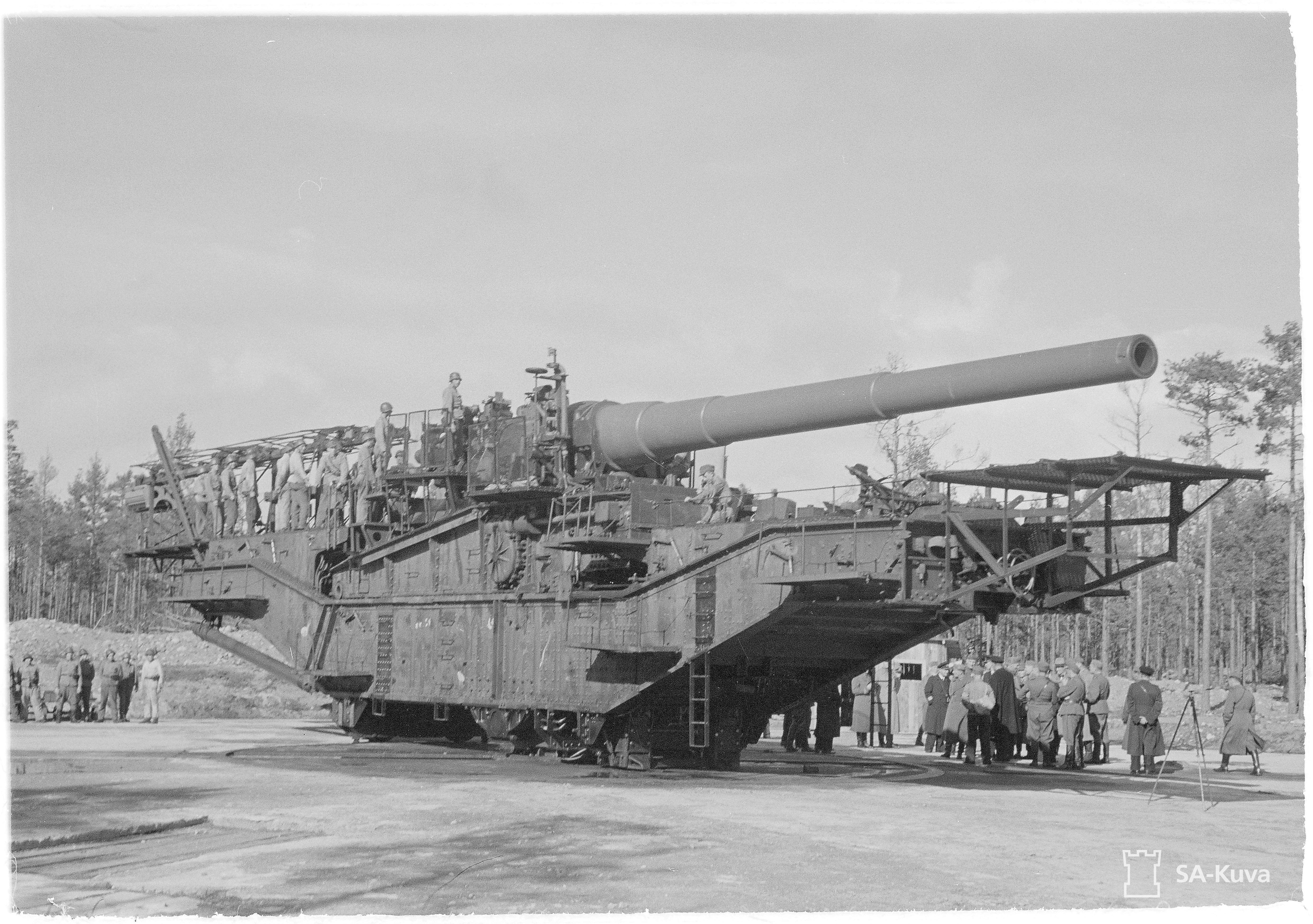
Cette impressionnante vue d'un canon côtier finlandais de 305 mm ne donne encore pourtant qu'une modeste idée de la taille des pièces qui auraient dû armer les engins du.

Le projet Landkreuzer fut finalement abandonné après que le général Heinz Guderian, spécialiste des chars, eut fait remarquer qu'aucune route et aucun pont n'auraient supporté le poids de ces engins. Un autre problème est qu'ils auraient également constitué une cible de choix lors d'une attaque aérienne.